# Epidemiologie

Výskyt dýmějového moru v Evropě

Epidemiologie je lékařské odvětví, zabývající se studiem faktorů ovlivňujících zdraví a nemocnost obyvatelstva a slouží také jako podklad k opodstatnění lékařských zásahů, provedených v zájmu veřejného zdravotnictví a preventivního lékařství. Epidemiologie je považována za základ metodologie výzkumu ve zdravotnictví a je vysoce ceněna v medicíně založené na důkazech, protože pomáhá rozpoznat rizikové faktory pro přenos nemocí a určuje optimální postup jejich léčby v klinické praxi.
Práce epidemiologů, zabývajících se ať už přenosnými nebo nepřenosnými chorobami, v sobě zahrnuje zkoumání vzniku nemoci, výběr vhodné studie, sběr a analýzu dat s ohledem na vývoj statistických modelů, sestavení hypotézy a sepsání závěrů do článku uveřejněném v odborném časopise. Epidemiologové však musí vycházet i z dalších vědeckých odvětví. Poznatky z biologie jsou potřeba k pochopení působení nemocí, zatímco společenské vědy jako sociologie a filozofie pomáhají vyhodnotit bezprostřední i méně aktuální rizikové faktory.
Epidemiologie se dělí se na epidemiologii obecnou, zabývající se metodologií práce a obecnými epidemiologickými zákonitostmi, a speciální epidemiologii konkrétních nemocí.
Dále se ještě rozlišuje klinická epidemiologie, která se zabývá konkrétní klinickou aplikací poznatků obou předchozích a posuzováním výstupů klinických testů.

## Etymologie
Původ slova epidemiologie je odvozen z řeckých slov epi (nad, mezi) a démos (lid) a logos (slovo, věda, studium) a může být volně přeložen jako „studium toho, co je nad lidmi“. Termín sám o sobě naznačuje, že se jedná o jev spojený pouze s lidmi. Ve skutečnosti se ale používá i ve spojitosti se zvířecími společenstvy (ve veterinární epidemiologii – existuje však i termín epizootologie) a rostlinnými populacemi (botanická epidemiologie).

## Historie

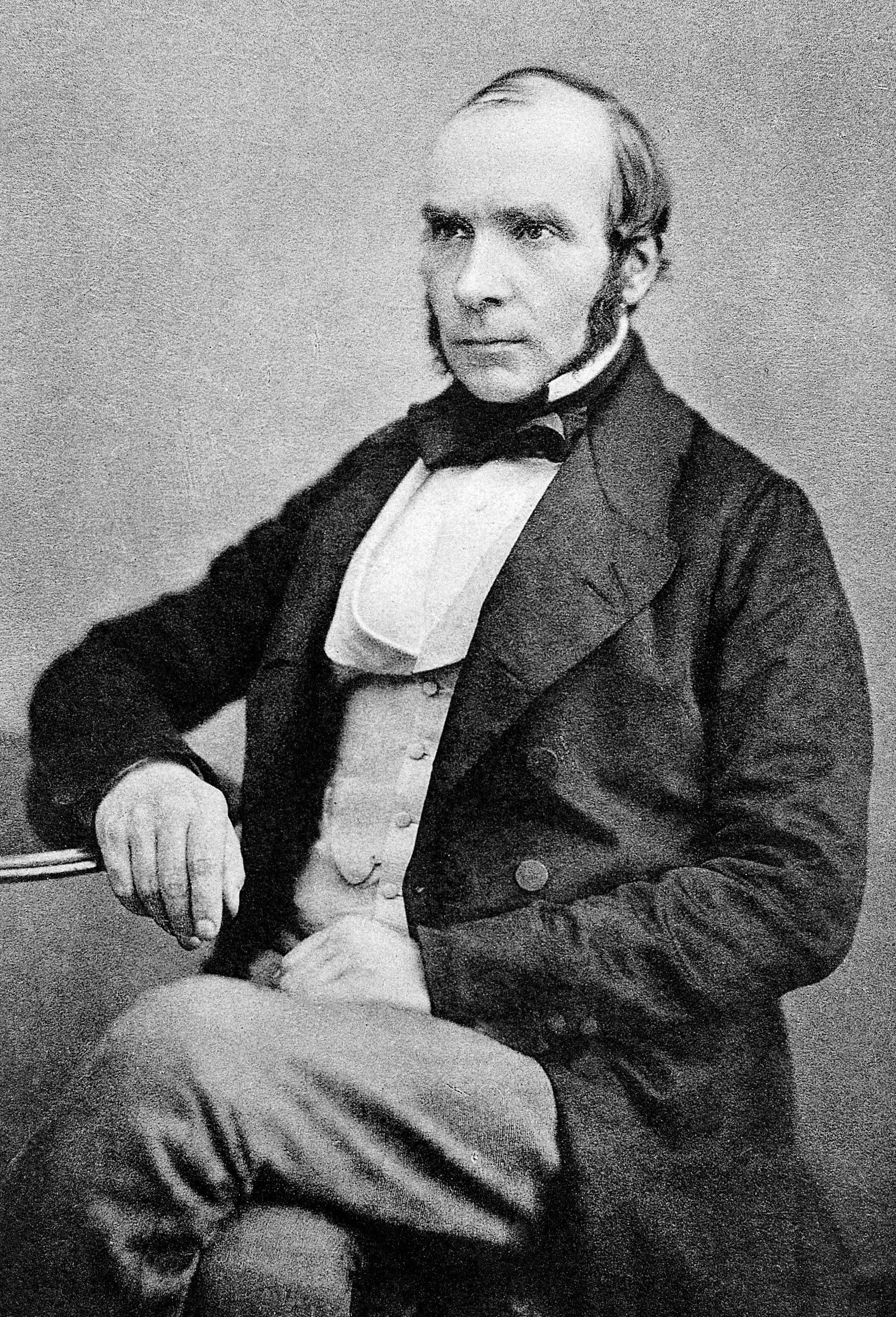
Britský lékař John Snow

Za zakladatele epidemiologie je někdy považován řecký lékař Hippokratés. Je to vůbec první vědec, o němž se ví, že zkoumal vztahy mezi výskytem nemocí a vlivem prostředí. Zavedl termíny endemický (pro nemoci, které se obvykle vyskytují v určitém prostředí) a epidemický (pro nemoci vyskytující se výhradně v určité době).
Na vznik nemoci bylo zpočátku nahlíženo jako na trest za přílišné bohatství. Tento názor se objevil v dílech filozofů Platóna a Rousseaua a společenského kritika Jonathana Swifta.
Muslimští lékaři ve středověku objevili způsoby přenášení infekčních chorob. O nejvýznamnější objevy se zasloužil perský lékař Avicenna, často označovaný za „otce moderní medicíny“, který ve svém díle Kánon medicíny popsal způsob přenosu tuberkulózy a pohlavních nemocí, stejně tak jako šíření chorob prostřednictvím vody a půdy. Jako první také zavedl karanténní opatření na ochranu před šířícími se nemocemi, metodu analýzy rizikových faktorů, a teorii, podle níž je možné u každé choroby rozpoznat specifické symptomy.
Když se ve 14. století dostala epidemie dýmějového moru na Pyrenejský poloostrov, lékař Ibn Khatima vyslovil domněnku o tom, že nakažlivé choroby jsou způsobeny drobnými organismy, které při kontaktu s lidským tělem způsobují propuknutí nemoci. Další z arabských lékařů, Ibn al-Khatib (1313–1374) napsal pojednání O Moru, v němž popsal, jak se infekční nemoci přenášejí tělesným kontaktem, zejména pak užíváním společného „oděvu, nádob a náušnic“.
V polovině 16. století přednesl známý italský lékař Girolamo Fracastoro teorii o tom, že nemoci jsou způsobeny velice malými, okem nepozorovatelnými živými částicemi. Obecně se mělo za to, že se tyto částice šíří vzduchem, rychle se množí a dají se zničit ohněm. Touto teorií Fracastoro popřel Galénovo učení o miasmě (jedovatém plynu, který se nachází v nemocných lidech). Roku 1543 Fracastoro napsal knihu De contagione et contagiosis morbis. Ve své době byl prvním vědcem, který kladl důraz na osobní hygienu a čistotu prostředí. Jeho teorie však mohla být prokázána až s vynálezem mikroskopu, který poprvé sestavil Antoni van Leeuwenhoek v roce 1675.
Roku 1662 publikoval amatérský vědec John Graunt (1620–1674) (povoláním obchodník s šicími potřebami) v útlé brožuře Přirozená a politická pozorování … založená na seznamech zemřelých. Pro svou analýzu použil londýnské seznamy datované před vypuknutím Velkého moru. Na jejich základě sestavil jednu z prvních statistik úmrtnosti a zprostředkoval přehled vývoje známých i nově vzniklých nemocí. Jeho statistické údaje podpořily velké množství teorií a naopak vyvrátily některé fámy. Tato práce mu (kupci) vynesla členství v Royal Society. Dnes tohoto amatérského vědce považujeme za zakladatele demografie a spoluzakladatele statistiky.
Doktor John Snow se proslavil zastavením postupující epidemie cholery v londýnské čtvrti Soho v roce 1854. Jako zdroj nákazy určil obecní studnu vody na Broad Street. Hledal jeden zdroj infekce. Popsal metodiku výpočtu rizikového faktoru, která je základem analytické epidemiologie (viz Kauzalita (epidemiologie)). Tato událost sehrála důležitou roli v dějinách ochrany veřejného zdraví a je považována za vznik epidemiologie jako vědy. 
Dalším průkopníkem v tomto oboru byl dánský lékař P. A. Schleisner, který se na islandských Vestmannských ostrovech zabýval roku 1849 možnostmi prevence infekčního tetanu u novorozenců. Neméně důležitý byl přínos maďarského lékaře Ignaze Semmelweise, který zavedením dezinfekčních opatření ve vídeňské nemocnici dramaticky snížil dětskou úmrtnost. Jeho práce byla zveřejněna v roce 1850, avšak dezinfekce mezi lékaři vzbudila takovou kritiku, že její používání nebylo povoleno. Běžně rozšířenou se stala až poté, co britský lékař Joseph Lister, inspirovaný prací Louise Pasteura, v roce 1865 „objevil“ antiseptika.
Od počátku 20. století se v epidemiologii začaly uplatňovat matematické postupy, prosazované zejména Ronaldem Rossem, Andersonem Grayem McKendrickem a dalšími.
Dalším průlomovým okamžikem bylo roku 1954 uveřejnění výsledků statistické studie British Doctors, vedené lékaři Richardem Dollem a Austinem Bradfordem Hillem, které potvrdilo podezření, že tabák má přímý vliv na rakovinu plic.

## Využití v praxi
Epidemiologové ve své práci používají širokou škálu studií – od pozorování až po řízené experimenty. Jejich činnost je charakterizována jako deskriptivní, analytická (klade si za cíl podrobněji zkoumat známá fakta nebo předpokládané vazby) a experimentální. Epidemiologické studie se zaměřují, pokud je to možné, na objektivní posuzování dopadu vnějších vlivů (pití alkoholu, kouření), biologických činitelů, stresu nebo chemikálií na nemocnost a úmrtnost. Rozpoznávání příčinných vztahů mezi těmito vlivy a jejich důsledky je důležitou náplní epidemiologické praxe.